# Сандоваль, Хуан
Хуан Камило Сандоваль Йепес (исп. Juan Camilo Sandoval Yepes; 25 марта 2001, Медельин, Колумбия) — колумбийский футболист, полузащитник.

## Карьера
В 2021 году играл за литовский клуб «БФА». 22 мая 2021 года в матче против клуба «Невежис» дебютировал в кубке Литвы (0:2).
В 2022 году перешёл в литовский клуб «Атмосфера».
9 февраля 2023 года подписал контракт с казахстанским клубом «Мактаарал». 5 марта 2023 года в матче против клуба «Окжетпес» дебютировал в чемпионате Казахстана (0:1), выйдя на замену на 73-й минуте вместо Жан Али Пайруза.

## Клубная статистика
| Игровая карьера | Игровая карьера | Игровая карьера | Лига | Лига | Кубок | Кубок | Межд. | Межд. | Др. | Др. |
| --------------- | --------------- | --------------- | ---- | ---- | ----- | ----- | ----- | ----- | --- | --- |
| 2021            | БФА             | Б               | 14   | 7    | 1     | 0     | —     | —     | —   | —   |
| 2022            | Атмосфера       | Б               | 28   | 13   | 2     | 0     | —     | —     | —   | —   |
| 2023            | Мактаарал       | А               | 8    | 0    | 2     | 2     | —     | —     | —   | —   |
| 2023            | Туран           | Б               | 1    | 0    | —     | —     | —     | —     | —   | —   |